# Burgundsko
Burgundsko, francouzsky Bourgogne [burgoň], frankoprovensálsky Borgogne) je historické území a bývalý francouzský region, jenž spojoval čtyři departementy: Yonne (89), Côte-d'Or (Zlaté svahy) (21), Nièvre (58) a Saône-et-Loire (71). Od roku 2016 byl spolu s regionem Franche-Comté sloučen do nového regionu Burgundsko-Franche-Comté.

## Historie

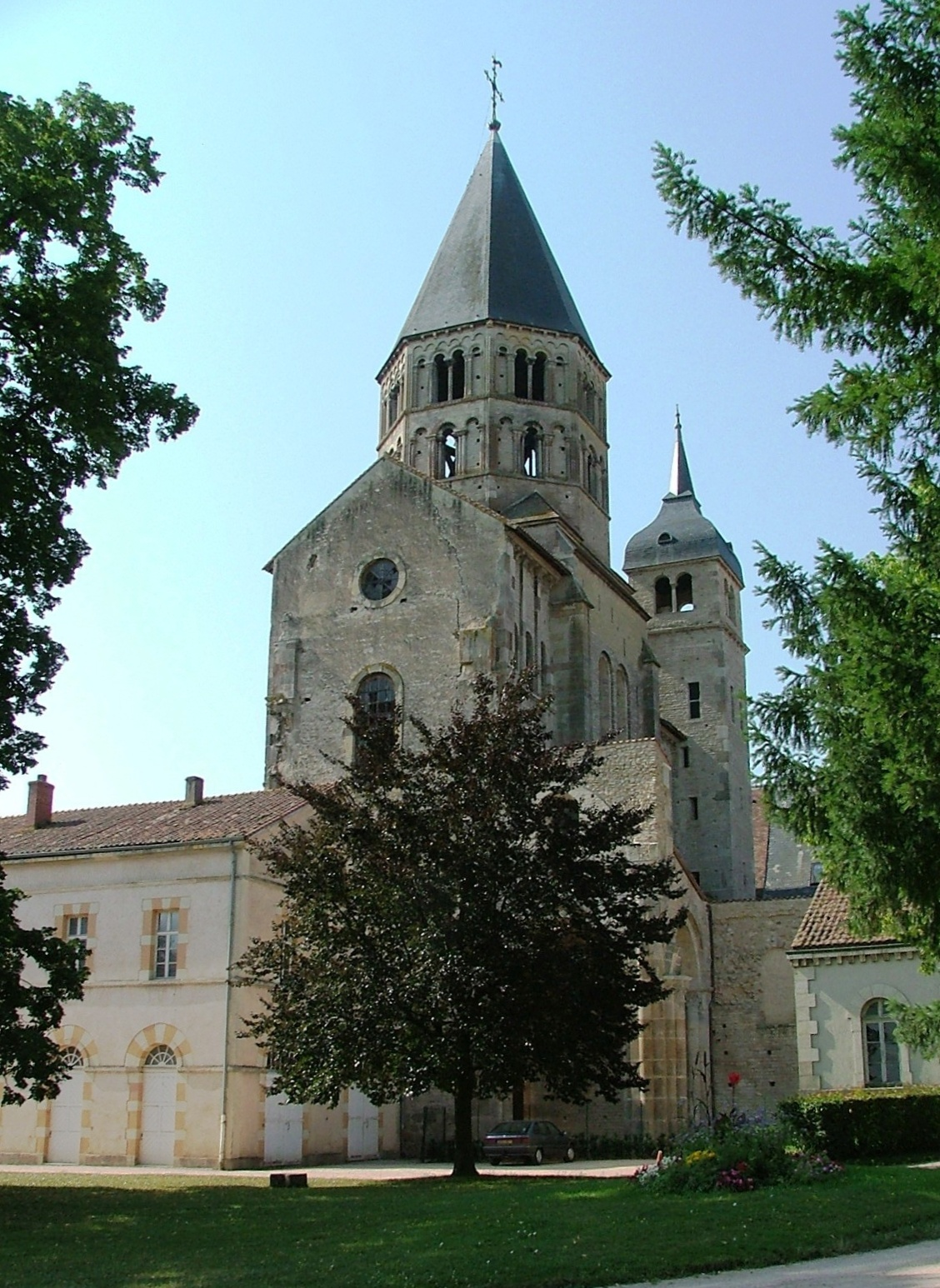
Zvonice ve Cluny

Nejstarší dochované nálezy lidského osídlení jsou kamenné nástroje neandrtálců patřící k industrii moustérienu (160 000 – 40 000 let). V jeskyních Arcy-sur-Cure mezi Auxerre a Avallonem, bylo nalezeno 160 prehistorických maleb starých asi 28 000 let a také kamenné nástroje neandrtálců patřící k industrii moustérienu (160 000 – 40 000 let). Přítomnost paleolitických lovců podává lokalita Solutré asi 8 km západně od Mâconu, podle níž dostala jméno mladopaleolitická archeologická kultura solutréen datovaná do období zhruba před 22 – 18 tis. let.
Burgundsko bylo důležitým centrem Keltů. Bohatství i obchodní vztahy tehdejší Galie ilustruje tzv. hrob kněžny z Vix z doby kolem roku 500 př. n. l.
Burgundsko je pojmenované podle germánského kmene Burgundů, kteří v 5. století v jihovýchodní Galii založili Království Burgundů, jež se v 6. století stalo součástí franské říše, označované jako První Burgundské království. V průběhu 7. století se pak Burgundské území konstituovalo jako jedno z jejích dílčích království.
Ve středověku se zřízení Burgundska měnilo a tak postupně bylo Burgundským hrabstvím, Burgundským vévodstvím či Dolní a Horní Burgundské království, která se později sjednotila. První (v současnosti Franche-Comté) bylo říšským územím, druhé, tvořené hrabstvími Mâcon, Chalon, Sens, Auxerre, Tonnerre, Nevers, Autun, patřilo pod lenní svrchovanost francouzského království. Burgundské království (též Arelatské království) se v letech 1032–1034 stalo součástí Svaté říše římské. Kromě vévodství Burgundsko zahrnuje od roku 1601 většinu savojských provincií na pravém břehu řeky Rhôny a později i někdejší svrchované panství Dombes, které k němu svým ediktem připojil král Ludvík XVI. v roce 1781. Z těchto posledních akvizicí byl v roce 1790 ustaven departement Ain.
Od raného středověku bylo Burgundsko jedním z center mnišství a později také několika reformních hnutí. Na počátku 10. století to byla tzv. Clunyjská reforma vycházející z benediktinského kláštera v Cluny založeného roku 910. V roce 1098 pak byl sv. Robertem založen klášter v Citeaux, který se stal prvním klášterem cisterciáckého řádu.
V burgundštině se region nazývá Bregogne a v arpitánštině Borgogne.

## Geografie
Severní část, též nazývaná Dolní Burgundsko, se rozkládá v sedimentárních pánvích. Zahrnuje zemědělsky intenzivně obdělávané území Sénonais a lesnatý kraj Othe, převážně náležející do povodí řek Yonne a Armançon. Nejznámějším a největším městem severu Burgundska je Auxerre.
Východní část Burgundska se rozkládá především v povodí řeky Saône. Nacházejí se v ní především četné rozlehlé louky a pole, na nichž se nejčastěji pěstuje pšenice, kukuřice, olejniny a květiny; intenzivní je také zahradnická a ovocnářská produkce.
Střed Burgundska charakterizují vápencové plošiny, které klesají zvolna k severozápadu a prudce k jihovýchodu. Nachází se zde například kraj Auxerrois, skalnatá plošina osázená vinicemi (Chablis v nejsevernějším koutě burgundského vinařského regionu, známé bílým vínem), kraj Tonnerrois v nižších polohách, lesnatý kraj Chatillonnais, tzv. dijonská křižovatka a kuesta Côte-d'Or na západní straně údolí Saôny, jedna z nejslavnějších vinařských oblastí ve Francii. K méně známým patří starý lesnatý masiv vrchoviny Morvan, regionální přírodní park obklopený hlinitými plošinami s intenzivním zemědělstvím.
Jižní Burgundsko, obvykle nazývaný Mâconnais podle největšího tamního města Mâcon, je kraj se smíšenou rostlinnou i živočišnou výrobou a vinařstvím. Nachází se v podhůří Francouzského středohoří. Mâconnais je nejjižnější částí Burgundska s pahorkatým až vrchovinným reliéfem, s kopci vysokými kolem 700 m n. m.), kterou protéká řeka Saône.

## Ekonomika
Burgundské zemědělství je dynamické, výkonné a vysoce specializované: obilniny (pšenice a ječmen v Yonne a na Côte-d'Or), olejniny, chov skotu (Charolais, Morvan, Nivernais), vinařství (Côtes de Beaune, Nuits, Hautes-Côtes, Côte Chalonnaise, Mâconnais, Beaujolais).
Průmysl, jenž se rozvíjel již od 19. století (těžba uhlí v Montceau-les-Mines, ocelářství v Creusot, doly v La Machine), doznal nového rozmachu po roce 1945, zejména v povodí Saony, v Dijonu a v Yonne, avšak nebyl ušetřen hospodářské krize. Naproti tomu severní část regionu, která je na velké podniky poměrně chudá, získává svou obživu v zavedení lehčích forem průmyslu – více diverzifikovaných a méně zranitelných: lehká chemie, farmaceutický průmysl, elektronika, plastikářský a papírenský, strojírenský, automobilový a potravinářský průmysl. Významný je také zahraniční obchod a cestovní ruch (související obory gastronomie, kulturní a zelená turistika.

## Obyvatelstvo a společnost

### Demografie
Počet obyvatel Burgundska a regionu Franche Comté(Bourgogne-Franche-Comté) činí 2 820 623 (údaj k 1.1.2014). Nejlidnatějším útvarem je Saône-et-Loire. Nejhustěji zalidněnou oblastí je Doubs, který se svou hustotou blíží větším metropolím. Ostatní oblasti Burgundska jsou mnohem méně zalidněné. Nejmenší oblast regionu představuje Territoire de Belfort se svou rozlohou
609 km² a hustotou zalidnění 238 ob./km².
Region Burgundsko
| oblast                | No | populace | hustota zalidnění | krajské město   |
| Saône-et-Loire        | 71 | 555 788  | 65 hab./km2       | Mâcon           |
| Doubs                 | 25 | 538 549  | 103 hab./km2      | Besançon        |
| Côte-d'Or             | 21 | 531 380  | 61 hab./km2       | Dijon           |
| Yonne                 | 89 | 341 814  | 46 hab./km2       | Auxerre         |
| Jura                  | 39 | 260 681  | 52 hab./km2       | Lons-le-Saunier |
| Haute-Saône           | 70 | 238 347  | 44 hab./km2       | Vesoul          |
| Nièvre                | 58 | 213 569  | 31 hab./km2       | Nevers          |
| Territoire de Belfort | 90 | 144 334  | 238 hab./km2      | Belfort         |

Mezi nejlidnatější regiony se řadí Saône-et-Loire, Doubs a Côte-d'Or, jejichž počet obyvatel přesahuje 500 000 (tj. více než polovina celkového regionálního obyvatelstva). V posledních desetiletích zůstala populace stabilní pouze v regionu Saône-et-Loire. Demografická situace se v obou regionech značně liší. Západně od hranice Dijon-Macon je populace starší a počet klesá, zatímco na východě je populace mladší a její počet roste. Obyvatelstvo regionu Franche-Comté oproti obyvatelstvu Burgundska mladší a dynamičtější.
Region se skládá z šestnácti městských oblastí. Každý pátý obyvatel pochází z části Dijon nebo Besançon. Stejná jména jako nejobývanější městské části se nazývají i akademie, které se nachází v těchto regionech. Středoškolské vzdělání dokončí zhruba jedna desetina všech zapsaných studentů. Počet studentů zapsaných k základnímu vzdělávání se z posledních letech také snižuje a to v důsledku pomalé regionální demografie. Region Bourgogne a Franche Comté se řadí mezi regiony s nejmenším počtem absolventů vysokých škol mezi 25-34 lety.
L'université Bourgogne - Franche-Comté (UBFC) je společenství univerzit a zařízení asi 56 000 studentů, rozložených na 22 místech. Patří sem Burgundská univerzita, University of Franche-Comté, University of Technology v Belfort-Montbéliard, AgroSup Dijon a další. Každé zařízení si zachovává svoji právní samostatnost. Hlavní univerzitní sídlo se nachází v Besançonu.

## Kultura

### Přírodní a kulturní památky
Burgundsko je proslulé jak přírodním bohatstvím, tak hmotným kulturním, a to především stavbami. Mezi hojně navštěvovaná architektonická díla patří, středověké hrady, renesanční zámky, ale i velké množství staveb sakrálních. Mezi nejzajímavější patří vévodský palác v Dijonu Palais des ducs de Bourgogne, zámky Château de Cormatin a Château de Tanlay, hospic Hospices de Beaune, kláštery Abbaye Saint-Philibert de Tournus a Abbaye de Pontigny, katedrály Cathédrale Saint-Étienne de Sens, Cathédrale Saint-Lazare d'Autun nebo Cathédrale Saint-Étienne d'Auxerre a mnoho dalších. V tomto regionu se také nachází významná muzea jako Musée des Beaux-Arts de Dijon a Le musée Nicéphore-Niépce de Chalon-sur-Saône.
V Auxerre se slaví svátek Kvetoucích vinic, v Dijonu Mezinárodní festival sakrální hudby a festival Chalon v ulicích Chalon-sur-Saône se svátky vína, historickými představeními a pouličním uměním. Dále pak Mezinárodní festival barokní hudby v Beaune, Gurmánské dny v Saulieu en Côte-d’Or a další hudební festivaly jako Blues en Bourgogne v Creusot nebo D'Jazz Nevers Festival.

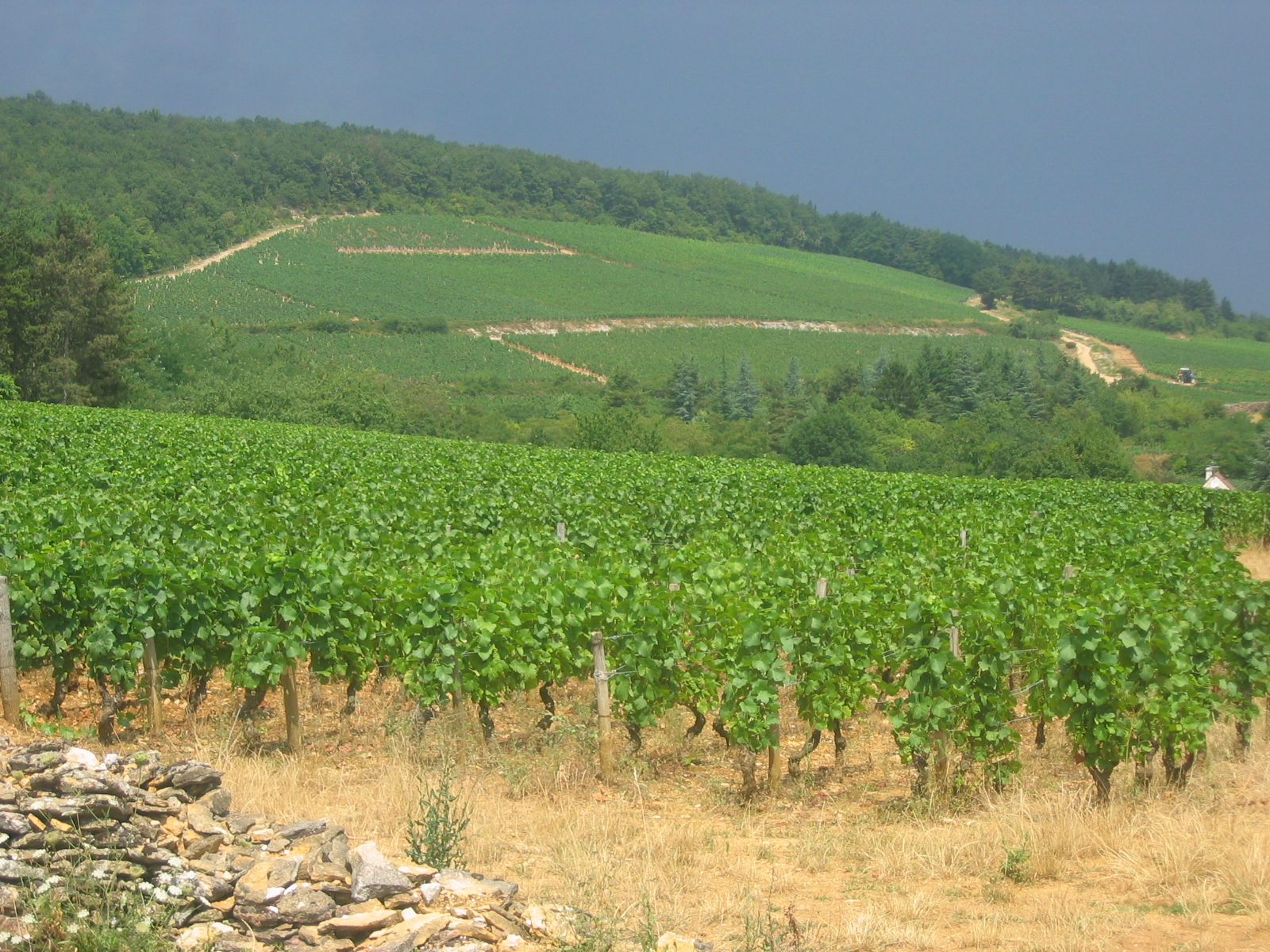
Burgundské vinice (město Fixin, Côte-d'Or)

Burgundsko je považováno za jednu z oblastí Francie, které se nejvíce podílí na produkci vína, a to jak bílého, tak červeného. Zdejší víno se nejčastěji vyrábí z vinné révy odrůdy rulandské modré a chardonnay. Mezi nejznámější značky vína patří například Romanée-Conti nebo Louis Jadot. Reputace a kvalita vína spolu se skutečností, že bývá produkováno v malém množství, vedla k vysokým poptávkám a cenám. Některé z burgundských vín se řadí mezi nejdražší na světě.
Oblast je také známá svou kuchyní. A to zejména pokrmy, jako je hovězí po burgundsku (Boeuf bourguignon), kohout na víně (Coq au vin), žabí stehýnka (Cuisses de grenouille), Dijonská hořčice nebo šunka v petrželi (Jambon persillé).

### Média
V regionu funguje hustá síť poboček France 3, spojením sil France 3 Bourgogne a France 3 Franche-Comté vznikla redakce France 3 Bourgogne-Franche-Comté. Každá pobočka však stále vysílá odděleně a nezávisle. Známá je také síť France Bleu. Písemný tisk je zde velmi rozmanitý. Est Républicain je velmi známým tiskem v regionu Franche- Comté s výjimkou Jury, kde byl již v minulosti zřízen zpravodaj Progress. Denní tisk vydává nakladatelství Le Bien v Côte d'Or, v Chalon-sur-Saône se sídlem v Le Journal de Saône-et-Loire a v Auxerre L'Yonne Républicaine.

## Zdravotnictví a sport
Průměrná délka života se pohybuje kolem 78 let u mužů a 85 let u žen (údaj z roku 2013). Nejčastější příčinou úmrtí je rakovina (28%) a na druhém místě jsou kardiovaskulární choroby (26%). Počet lékařů je velmi nízký. Počet praktických lékařů se pohybuje kolem 5 600, zdravotních sester kolem 6 400 (tzn. 10 sester na 10 000 obyvatel), zubařů 2 600 a fyzioterapeutů kolem 5 700, což představuje na hustotu obyvatel v tomto regionu opravdu silný deficit. Region je známý pro své basketbalové, fotbalové, rugbyové a házenkářské kluby.

## Osobnosti
Z Burgundska pochází Gustave Eiffel, konstruktér a architekt, který se proslavil konstrukcí Eiffelovy věže a návrhem kostry Sochy Svobody. Burgundsko je také rodným místem několika zástupců z královské rodiny Valois, například Jan I. Burgundský, zvaný též nebojácný, nebo Filip III. Dobrý. Rodákem je také francouzský fotbalista Antoine Griezmann, hrající ve španělském klubu FC Barcelona.

## Společnosti se sídlem v Burgundsku
- Schiver Distribution (zásobování)
- Senoble (potravinářství)
- Mazagran Services (služby)
- Fournier Pharma (léčiva)
- Dim (textil)
- Belvédère (nápoje)
- Prysmian cables et systèmes (přístroje)
- Algeco (předprodej)
- HMY investissements (hutnictví)
- Amora Maille (potravinářství)
- Urgo (farmacie)
- Freudenberg (automobily)
- Kodak (chemie)
- Metso mineral (strojírenství)